# Michele Scartezzini
Michele Scartezzini (Isola della Scala, 10 de enero de 1992) es un deportista italiano que compite en ciclismo en las modalidades de pista, especialista en la prueba de persecución por equipos, y ruta.
Ganó cuatro medallas en el Campeonato Mundial de Ciclismo en Pista entre los años 2017 y 2021, y cinco medallas en el Campeonato Europeo de Ciclismo en Pista entre los años 2012 y 2019.
Participó en los Juegos Olímpicos de Río de Janeiro 2016, ocupando el sexto lugar en la prueba de persecución por equipos.

## Medallero internacional
| Campeonato Mundial | Campeonato Mundial       | Campeonato Mundial | Campeonato Mundial      |
| Año                | Lugar                    | Medalla            | Competición             |
| ------------------ | ------------------------ | ------------------ | ----------------------- |
| 2017               | Hong Kong (China)        | Medalla de bronce  | Persecución por equipos |
| 2018               | Apeldoorn (Países Bajos) | Medalla de plata   | Scratch                 |
| 2020               | Berlín (Alemania)        | Medalla de plata   | Persecución por equipos |
| 2021               | Roubaix (Francia)        | Medalla de plata   | Madison                 |
| Campeonato Europeo |                          |                    |                         |
| Año                | Lugar                    | Medalla            | Competición             |
| 2012               | Panevėžys (Lituania)     | Medalla de bronce  | Persecución por equipos |
| 2016               | Saint-Quentin (Francia)  | Medalla de plata   | Persecución por equipos |
| 2017               | Berlín (Alemania)        | Medalla de plata   | Persecución por equipos |
| 2018               | Glasgow (Reino Unido)    | Medalla de oro     | Persecución por equipos |
| 2019               | Apeldoorn (Países Bajos) | Medalla de bronce  | Puntuación              |

1. 1 2 3 4  Compitió en la ronda de clasificación.

## Palmarés

### Ruta
2013
- Trofeo Banca Popular de Vicenza